# Stanisław Kasa
Stanisław Kasa (ur. 9 stycznia 1947 w Solcu Kujawskim, zm. 14 grudnia 1992 tamże) – polski żużlowiec.
Występował na torach żużlowych w latach 1966-1975 w barwach Polonii Bydgoszcz. Największe sukcesy odnosił jako junior. W tej kategorii zdobył tytuł mistrza Polski w roku 1970. W 1971 z drużyną bydgoskiej Polonii zdobył tytuł Drużynowego Mistrza Polski na żużlu, a w 1974 wraz z Henrykiem Glücklichem tytuł mistrza Polski w parach.
5 października 1975 podczas meczu barażowego ze Stalą Toruń w Bydgoszczy, chcąc uniknąć najechania leżącego Jana Ząbika, zawadził o leżący motocykl i uderzył w bandę. Odniesiona kontuzja na zawsze wyeliminowała go ze sportu.

## Drużynowe Mistrzostwa Polski
sezon - klub - miejsce w tabeli I ligi - średnia KSM - miejsce w rankingu
- 1966 Polonia Bydgoszcz - VI m. - 0.00 (NS)
- 1967 Polonia Bydgoszcz - VII m. - 6.00 (32)
- 1968 Polonia Bydgoszcz - V m. - 7.20 (22)
- 1969 Polonia Bydgoszcz - IV m. - 7.80 (19)
- 1970 Polonia Bydgoszcz - IV m. - 9.16 (14)
- 1971 Polonia Bydgoszcz - I m. - 9.20 (12)
- 1972 Polonia Bydgoszcz - II m. - 7.16 (23)
- 1973 Polonia Bydgoszcz - VII m. - 8.36 (13)
- 1974 Polonia Bydgoszcz - V m. - 8.00 (17)
- 1975 Polonia Bydgoszcz - VII m. - 7.28 (31)

## Osiągnięcia
Indywidualne Mistrzostwa Polski
- 1 października 1972 Bydgoszcz IX m. - 7 (2,u,2,2,1)
- 30 września 1973 Rybnik XIV m. - 3 (0,1,d,1,1)

Młodzieżowe Indywidualne Mistrzostwa Polski
- 30 września 1967 Bydgoszcz - X m. - 6 (1,2,1,2,u)
- 15 września 1968 Leszno - V m. - 9 (2,2,1,2,2)
- 12 października 1969 Lublin - III m. - 12 (3,3,3,2,1)
- 27 września 1970 Zielona Góra - I m. - 13 (1,3,3,3,3)

Srebrny Kask
- 1968 - II m.

Mistrzostwa Polski Par Klubowych
- 20 października 1974 - I m.